# Vincenzo Zucca
Vincenzo Zucca (Savona, 24 marzo 1904 – 28 aprile 1977) è stato un politico italiano.

## Biografia
Di professione operaio, esponente del Partito Comunista Italiano. Venne eletto Senatore della II legislatura della Repubblica Italiana, restando in carica dal 1953 al 1958. Non rieletto alle elezioni di tale anno, nel corso della III legislatura subentrò a Palazzo Madama l'8 agosto 1960 a Mario Montagnana, deceduto durante lo svolgimento della carica. Terminò il proprio mandato nel 1963.
Morì il 28 aprile del 1977 all'età di 73 anni.